# عبد الرحمن الشنار
عبد الرحمن بدر الشنار هو لاعب كرة قدم سعودي.

## مسيرة اللاعب
مثل نادي النصر في الفئات السنية وأعير إلى نادي الرائد ونادي الكوكب ونادي الدرعية ونادي الجيل ونادي الشعيب.

## وصلات خارجية
- عبد الرحمن الشنار على موقع Soccerway.com (الإنجليزية)
- عبد الرحمن الشنار على موقع كووورة